# Serin à gorge blanche
Crithagra albogularis
Espèce
Statut de conservation UICN

 LC  : Préoccupation mineure
Synonymes
- Serinus albogularis

Le Serin à gorge blanche (Crithagra albogularis) est une espèce de passereaux appartenant à la famille des Fringillidae.

## Distribution
Cette espèce est essentiellement présente en Afrique du Sud et concentrée dans la Province du Cap. Son territoire est plus morcelée à la périphérie[C'est-à-dire ?] et notamment en Namibie avec une seule petite poche de présence dans l’extrême sud-ouest de l’Angola. Selon Fry & Keith (2004), des observations sporadiques ont eu lieu dans l’extrême sud-ouest du Botswana mais sans donnée récente.

## Sous-espèces
D'après le Congrès ornithologique international, cette espèce est constituée des cinq sous-espèces suivantes :
- C. A. albogularis Smith, 1833 : sud-ouest de la Province du Cap.
- C. A. hewitti Roberts, 1937 : ouest et centre de la Province du Cap.
- C. A. orangensis Roberts, 1937 : nord-est de la Province du Cap, Lesotho, Orange, sud-ouest du Transvaal. Plus foncée dessus avec le croupion plus jaune.
- C. A. sordahlae (Friedmann, 1932) : nord et nord-ouest de la Province du Cap, sud de la Namibie (Namaland).
- C. A. crocopygia (Sharpe, 1871) : nord de la Namibie (Ovamboland), sud-ouest de l’Angola.

## Habitat
Le serin à gorge blanche habite la grève et le maquis le long de la côte de l’Afrique du Sud où l’association végétale arbustive est dominée par Euphorbia mauretanica et Zygophyllum morgsana. Il fréquente aussi les formations ouvertes du clayonnage entourant le Port Jackson dans le sud-ouest du Cap, les arbustes et les arbrisseaux rabougris de la zone aride et semi-aride du Grand Karoo et du Namaqualand, les arbustes de Salsola en bordure de rivière dans le sud du Grand Karoo, les zones herbeuses du plateau de l’est de la Province du Cap et de l’État libre d'Orange, les plantes arbustives succulentes sur les monts du Richtersveld, les broussailles épineuses le long des cours d’eau, les abords des zones cultivées, les buissons sur les flancs rocailleux des monts Kamiesberg en Namibie, généralement non loin de l’eau (Fry & Keith 2004).

## Alimentation
Parmi les graines consommées par le serin à gorge blanche, Hockey et al. (2005) ont recensé les graines des plantes et genres suivants : Psilocaulon junceum, Malephora lutea, Acacia, Atriplex lindleyi, Boerhavia repens, Chenopodium, Emex, Protea, Eriocephalus, Erodium, Lepidium, Microloma, Polycarena, Euryops, Relhania, Kleinia, Othonna, Raphanus, Salsola, Sonchus, Stoebe, Zaluzianskia, Zygophyllum ; des fruits de Carissa bispinosa, Chrysanthemoides monilifera, Grewia, Lycium, Maytenus, Olea, Atriplex semibaccata avec un complément d’insectes, de termites et de sauterelles.
Une autre plante exploitée par ce serin et rapportée par Ottaviani (2011), consiste en graines non mûres de Cassine peragua, une célastracée.

## Mœurs
Il se tient seul ou en couple et, pendant l’hiver austral, en groupes de six à huit individus atteignant une trentaine de sujets aux points d’eau. Farouche et actif, il recherche sa nourriture en sautillant sur le sol, en s’accrochant sur les têtes florales des plantes herbacées mais aussi sur les aloès. Il s’associe parfois aux serins de Sainte-Hélène et serins soufré. Il vient souvent s’abreuver aux points d’eau où il semble tranquille. Il peut apparaître en nombre dans le Grand Karoo pendant des semaines puis disparaître subitement. Des déplacements ont été suggérés par une augmentation d’effectif dans des zones arrosées par des pluies saisonnières (Harrison et al. 1997).

## Nidification
Le nid contient de deux à quatre œufs (généralement trois ou quatre sur un total de 25 pontes[incompréhensible]) blancs souvent teintés de verdâtre, bleuâtre ou rosâtre, immaculés ou légèrement tachetés et vermiculés de brun clair, brun rouge, brun chocolat ou rouge noirâtre au gros pôle (Fry & Keith 2004). Les périodes de ponte ont lieu toute l’année en Namibie (Harrison et al. 1997) mais surtout d’octobre à février ; dans la Province du Cap, elles sont tributaires des précipitations, entre août et novembre ; dans les régions encore plus arides comme dans le Grand Karoo (en avril-mai), elles sont plus irrégulières mais toujours liées aux pluies.